# Affaire du camp Jackson

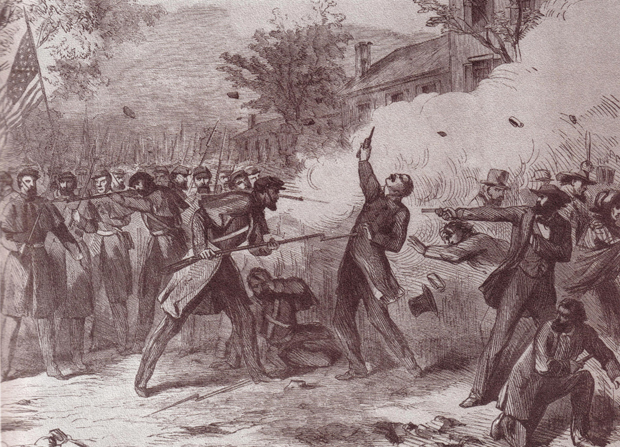
Terrible tragédie à Saint-Louis, gravure sur bois à l'origine publié dans le New York Illustrated News, 1861.

L'affaire du camp Jackson, aussi connue comme le massacre du camp Jackson, est un incident de la guerre de Sécession qui s'est produit le 10 mai 1861, lorsqu'un régiment de volontaires de l'armée de l'Union capture une unité de sécessionnistes au camp Jackson, en dehors de la ville de Saint-Louis, dans l'État esclavagiste du Missouri.
Le commandant récemment nommé de l'Union dans le Missouri, le brigadier général Nathaniel Lyon, apprend que la milice de l'État soi-disant neutre s'entraînant dans le camp Jackson planifie un raid contre l'arsenal fédéral de Saint-Louis (en). Après la capture de l'ensemble de l'unité, Lyon fait entrer les captifs dans la ville pour les libérer sur parole. En route, une foule sécessionniste hostile se rassemble, et après un coup de feu accidentel, les hommes de Lyon tirent sur la foule, tuant au moins 28 civils et blessant des dizaines d'autres. S'ensuivent plusieurs jours d'émeutes dans tout Saint-Louis. Les habitants pro-esclavagistes sont également particulièrement irrités par la présence dans la force de Lyon de beaucoup d'Allemands abolitionnistes qui avaient fui la révolution de 1848 ratée. La violence prend seulement fin après l'instauration de la loi martiale et l'envoi de réguliers de l'Union dans la ville.
Les actions de Lyon assurent le contrôle de l'Union sur Saint-Louis et l'ensemble du Missouri pour le reste de la guerre, mais il renforce également les divisions idéologiques au sein d'un état qui a initialement cherché à rester neutre dans le conflit.

## Contexte
Le Missouri est un état esclavagiste, et plusieurs de ses dirigeants sont des sympathisants sudistes qui privilégient la sécession et l'adhésion à la Confédération lorsque la guerre de Sécession éclate. Cependant, il y a relativement peu d'esclaves et de propriétaire d'esclaves au Missouri, et seule une minorité préconise à l'origine de la sécession[réf. nécessaire]. Plus de la moitié de la population de Saint-Louis est composée d'immigrants récents, pour la plupart germano-américains pro-abolitionnistes qui sont opposés à la sécession. Beaucoup sont des « Forty-Eighters » qui ont été actifs lors de la révolution de 1848-1849 ratée dans les états allemands.
Néanmoins, au début de 1861, à la fois les factions pro et anti-sécessionnistes du Missouri organisent des forces militaires et paramilitaires. Les sécessionnistes sont organisés comme des « Minutemen », souvent assistés par des représentants de l'État. Le 13 février, le brigadier général Daniel M. Frost enrôle cinq compagnies de Minutemen de la région de Saint-Louis en tant que le nouveau deuxième régiment de la milice des volontaires du Missouri. Ce même mois, une nouvelle loi interdit l'activité de la milice en dehors du cadre de la MVM réglementée par l'État, forçant les activistes pro-unionistes à s'organiser en secret.
Le 28 février 1861, le Missouri élit une Convention constitutionnelle modifiant la constitution de l'État et décidant de la question de la sécession. Le 21 mars, la Convention vote à 98 contre 1 contre la sécession, mais vote également de ne pas fournir d'armes ou des hommes à chaque camp, si la guerre éclate. La convention est ensuite ajournée.
Le 20 avril, plusieurs jours après la bataille de Fort Sumter, une foule pro-confédérée se saisit de l'arsenal de Liberty à Liberty, au Missouri et prend 1 000 fusils et mousquets. Cela suscite des craintes que les confédérés puissent également se saisir de l'arsenal de Saint-Louis (en) beaucoup plus grand, qui a près de 40 000 fusils et mousquets — la plus importante réserve de tous les états esclavagistes.

## Actions unionistes initiales
Le Missouri est dans le département de l'Ouest, un commandement géographique de l'armée des États-Unis, commandée par le brigadier général William S. Harney, avec son quartier général à Jefferson Barracks à Saint-Louis. Harney, un vieil officier de carrière, veut éviter un conflit ouvert avec les forces sécessionnistes.
Le 23 avril, le département de la Guerre, remplace Harney par le capitaine Nathaniel Lyon en tant que commandant par intérim. Lyon, un unioniste passionné, commence immédiatement à enrôler et armer les unionistes de Saint-Louis en tant que home guard des volontaires du Missouri, une action déjà ordonnée par le secrétaire de la Guerre, mais non mise en œuvre par Harney. La plupart de Lyon, les premières recrues sont des « Forty-Eighters » et des « Wide Awakes » (une société de défilé formée au cours de l'élection de 1860 par le parti républicain). Selon les estimations, 80 % des volontaires des premiers régiments de volontaires du Missouri sont des immigrants germano-américains. Les Allemands nés à l'étranger anti-esclavagistes sont la cible des Missourians natifs pro-esclavagistes.
L'action suivante de Lyon, par ordre du département de la Guerre, est de déplacer les armes entreposées dans l'arsenal de Saint-Louis hors de portée des sécessionnistes du Missouri. Tôt le matin du 26 avril, près de 21 000 fusils sont chargés sur le bateau à vapeur City of Alton, qui les transporte sur le fleuve Mississippi vers l'Illinois. Le reste est retenu pour les distribuer aux volontaires du Missouri de Lyon.

## Actions sécessionnistes
Le gouverneur du Missouri Claiborne Fox Jackson a été élu en 1860 sur le ticket de la pro-unioniste de la faction de Douglas du parti démocrate, mais soutient en privé la sécession. Alors que la convention constitutionnelle vote contre la sécession, Jackson et ses collègues sécessionnistes décident de la réaliser par la prise de Saint-Louis par la force et de la présenter aux habitants du Missouri comme un « fait accompli ». L'obstacle le plus important est l'arsenal de Saint-Louis, qui est fortifié avec des murs épais.
À la mi-avril 1861, Jackson écrit au président confédéré Jefferson Davis, pour demander de l'artillerie lourde pour faire une brèche dans les murs de l'arsenal. Sa lettre est transmise par les officiers de la milice Colton Green et Basil Wilson Duke. Autour du 1er mai, Jackson appelle une partie de la milice des volontaires du Missouri (MVM) pour des « manœuvres » près de Saint-Louis, sous le commandement du brigadier général Daniel M. Frost. La MVM met en place le « camp Jackson », à environ 4,5 milles (7,2 km) au nord-ouest de l'arsenal. Le site du camp est situé à Lindell's Grove (alors à l'extérieur de la ville de Saint-Louis, et aujourd'hui, faisant partie du campus de l'université de Saint-Louis sur Lindell Boulevard).
Davis accède à la demande de Jackson. Le 9 mai, le bateau à vapeur J. C. Swan livre l'aide de la Confédération : deux obusiers de 12 livres, deux canons de siège de 32 livres, 500 fusils et des munitions dans des caisses marquées « marbre de Tamoroa ». Les munitions ont été saisies par les confédérés quand ils ont capturé l'arsenal fédéral de Baton Rouge. Les officiers de la MVM prennent possession de la cargaison sur les berges de Saint-Louis, et la transporte jusqu'au camp Jackson, à 6 milles (9,7 km) à l'intérieur des terres.

## Conflit
Lyon soupçonne la force du camp Jackson de conspiration en vue d'une attaque contre l'arsenal. Ses soupçons sont confirmés par une enquête personnelle, après une visite au camp Jackson, qu'il aurait faite déguisé en vieille femme[réf. nécessaire]. Le 10 mai, Lyon marche sur le camp Jackson avec environ 6 000 volontaires du Missouri et réguliers des États-Unis. Lyon force la reddition de la milice, en faisant 669 prisonniers.
Le général Frost déclare que son commandement est « privé de leurs armes, et remis entre les mains du capitaine Lyon. Après quoi, tout ainsi désarmé et entouré, un tir est ouvert sur une partie de celui-ci par ses troupes, et un certain nombre de mes hommes mis à mort, ainsi que plusieurs badauds « innocents » — hommes, femmes et enfants. »
Lyon met en état d'arrestation les soldats capturés, et commence à les emmener sous bonne garde vers l'arsenal, où ils seront libérés sur parole et dispersés. Mais la longue marche est considérée comme humiliante par les habitants pro-sécessionniste de la ville. En colère, les sécessionnistes lancent des insultes aux troupes de l'Union, et jettent des pierres et des débris sur eux. Les unités composées majoritairement d'hommes d'origine allemande sont particulièrement ciblées, avec des cris de « Merde aux hollandais ! ».
Cela abouti finalement à des coups de feu. Ce qui a provoqué exactement les tirs reste incertain, mais l'explication la plus courante est qu'un ivrogne est tombé sur le chemin des soldats de Lyon et a tiré un coup de pistolet dans leurs rangs, blessant mortellement le capitaine Constantin Blandowski du 3rd Missouri Volunteer Infantry. Les volontaires, en réaction, tirent au-dessus des têtes de la foule, et puis dans la foule. Vingt-huit civils sont tués, dont des femmes et des enfants ; plus de 75 personnes ont été blessées.
L'incident déclenche plusieurs jours de troubles civils à Saint-Louis. Le 11 mai, les volontaires se font tirer dessus à partir des fenêtres de la 5e et de Walnut street ; ils retournent les tirs sur la foule. Le colonel Henry Boernstein, commandant du 2nd Missouri Infantry et éditeur de l'Anzeiger des Westens, un journal en langue allemande de Saint-Louis, fait remarquer, dans ses mémoires, qu'il a donné à plusieurs de ses hommes un congé pour rendre visite à leurs familles dans la matinée du 11 mai et que « la plupart d'entre eux ne sont pas revenus... jusqu'à la nuit, avec des vêtements déchirés, des visages en sang, et tous les signes de mauvais traitements... Deux d'entre eux ne sont jamais revenus et on n'a plus jamais entendu parler d'eux ».
Les rumeurs se répandent dans toute la ville, que les Allemands ont l'intention d'assassiner la population américaine de la ville ; de nombreux Saint-Louisans riches fuient vers l'Illinois ou le Missouri, à l'intérieur du Missouri[réf. nécessaire]. La loi martiale est imposée, et avec l'arrivée des réguliers fédéraux pour relever les volontaires allemands, la violence prend fin.

## Conséquences

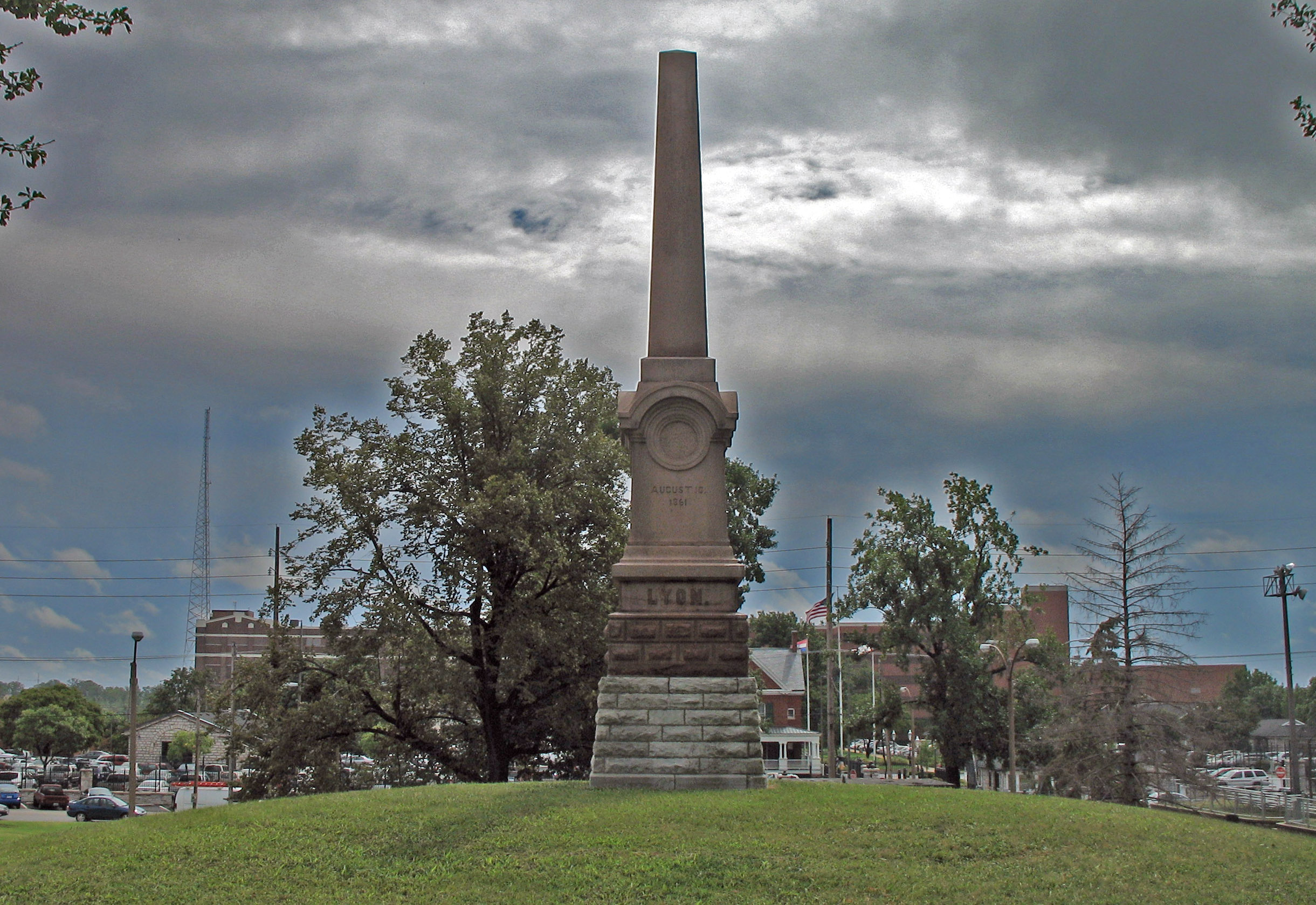
Monument à Nathaniel Lyon avec de l'arsenal en arrière-plan.

Le gouverneur Jackson a déjà proposé un « projet de loi militaire » qui permettrait de mettre l'État sur le pied de guerre, de créer une nouvelle force militaire de l'État, et d'accorder au gouverneur de larges pouvoirs exécutifs. Le projet de loi est stoppé au premier abord, mais le 11 mai, le jour après l'affaire du camp Jackson, il est adopté par l'assemblée générale du Missouri, créant la garde de l'État du Missouri avec le major général Sterling Price en tant que commandant. Les unionistes décrivent le projet de loi comme une « loi de sécession hormis son nom ». Des critiques observent aussi que, comme elle déclare que tous les hommes doivent être considérés comme des réserves la garde de l'État, et accorde au gouverneur de larges pouvoirs en tant que commandant de la Garde, elle a pour effet de faire du gouverneur Jackson un dictateur de l'État.
William S. Harney est réintégré en tant que commandant du district de l'Ouest et rencontre Price le 21 mai. Ils signent le traité Price-Harney, qui laisse l'armée fédérale responsable de la Saint-Louis et permet à la milice de l'État de Price de maintenir l'ordre dans le reste de l'État. De nombreux unionistes du Missouri considèrent l'accord comme une capitulation face à Jackson et les sécessionnistes et font pression sur le président Abraham Lincoln pour relever Harney de son commandement. Les unionistes à l'extérieur de Saint-Louis dénoncent le harcèlement par les sécessionnistes, en dépit de la compréhension implicite de Harnet que la garde de l'État du Missouri devait de les protéger, et beaucoup fuient vers Saint-Louis pour s'y réfugier.
Frank Blair est bien connu chef de file des républicains et ancien représentant des États-Unis de Saint-Louis, ainsi que, promu récemment colonel. Lincoln autorise à relever Harney, à sa discrétion. Le 30 mai, Blair relève Harney et le remplace définitivement par Lyon. Lyon est promu au brigadier général et reçoit le commandement de toutes les forces de l'Union dans le Missouri.
Le 11 juin, Lyon rencontre en face-à-face Jackson, Price et de leurs assistants à l’hôtel Planter's House de Saint-Louis. Ils discutent pendant quatre heures (beaucoup à propos des pouvoirs de  Jackson en vertu de la « loi militaire ») avant que Lyon mette brusquement fin à la réunion, déclarant « plutôt que de concéder à l’État du Missouri, pour un seul instant, le droit de dicter à mon gouvernement toute question importante, je vous verrais, vous et vous, vous et tous les hommes et toutes les femmes de l’État, morts et enterrés! Cela signifie la guerre. Dans une heure l'un de mes officiers vous appellera et vous conduira hors de mes lignes ».
Jackson retourne dans la capitale de l'État à Jefferson City. Lyon envoie des troupes fédérales en bateau à vapeur à Jefferson City le 12 juin, et Jackson fuit vers l'ouest pour rejoindre les troupes de la garde de l'État nouvellement rassemblées de Boonville. Les hommes de Lyon occupent la capitale sans résistance, et poursuivent Jackson avec environ 1 400 volontaires et réguliers de l'armée des États-Unis. Contre l'avis de ses officiers supérieurs, Jackson exerce son autorité en tant que commandant-en-chef et ordonne à la garde de l'État de faire un arrêt à Boonville. Lors de la bataille de Boonville le 17 juin, les troupes de Lyon mettent en déroute la garde de l'État. Jackson, la garde de l'État, et quelques législateurs sécessionnistes de l'État s'échappent vers le sud-ouest du Missouri, près de frontière de l'Arkansas, laissant la plupart de l'État sous contrôle fédéral.
La convention constitutionnelle se réunit à nouveau le 22 juillet et déclare que le bureau du gouverneur est vacant en raison de l'absence de Jackson. La convention vote ensuite pour désigner l'ancien juge en chef de la cour suprême du Missouri, Rowan Hamilton Gamble, conservateur et unioniste, en tant que gouverneur du gouvernement provisoire du Missouri. Le gouvernement de Gamble est reconnu par l'administration de Lincoln.
Le nativisme, la méfiance envers le gouvernement fédéral, les peurs pour et envers l'esclavage, et les problèmes des droits des États jouent tous un rôle dans le déclenchement de l'affaire du camp Jackson. L'incident polarise immédiatement l'État entre les partisans de l'Union et ceux de la Confédération. Là où, auparavant, la plupart des Missourians avaient préconisé la neutralité, beaucoup sont maintenant obligés de prendre parti.
Certains Missourians ont tenté de trouver un compromis, les  « unionistes conditionnels », qui se sont opposés à la sécession, mais avec des conditions : que l'esclavage ne soit pas perturbé, et qu'aucune « contrainte » ou force militaire soit utilisée contre les États sécessionnistes de la Confédération. Après l'affaire du camp Jackson, beaucoup de ces « unionistes conditionnels » deviennent des partisans confédérés, comme l'ancien gouverneur Sterling Price.
Néanmoins, les actions de Lyon assurent le contrôle de l'Union sur le Missouri. Après la guerre, les volontaires du Missouri sont salués comme les « sauveurs du Missouri ».